# Парк на садибі Панаса Мирного
Парк на сади́бі Пана́са Ми́рного — парк-пам'ятка садово-паркового мистецтва місцевого значення в Україні. Розташований на південь від центральної частини Полтави, на вулиці П. Мирного, 56. 
Площа парку 2 гектарів. Статус присвоєно згідно з рішенням облвиконкому № 531 від 13.12.1975 року. Перебуває у віданні: Літературно-меморіальний музей Панаса Мирного. 
Статус присвоєно для збереження мальовничого парку на території колишньої садиби видатного українського письменника Панаса Мирного. 
У парку збереглися дерева та кущі, посаджені письменником, а також 300-річні дуби на березі ставу, під якими він любив відпочивати.

## Фотографії

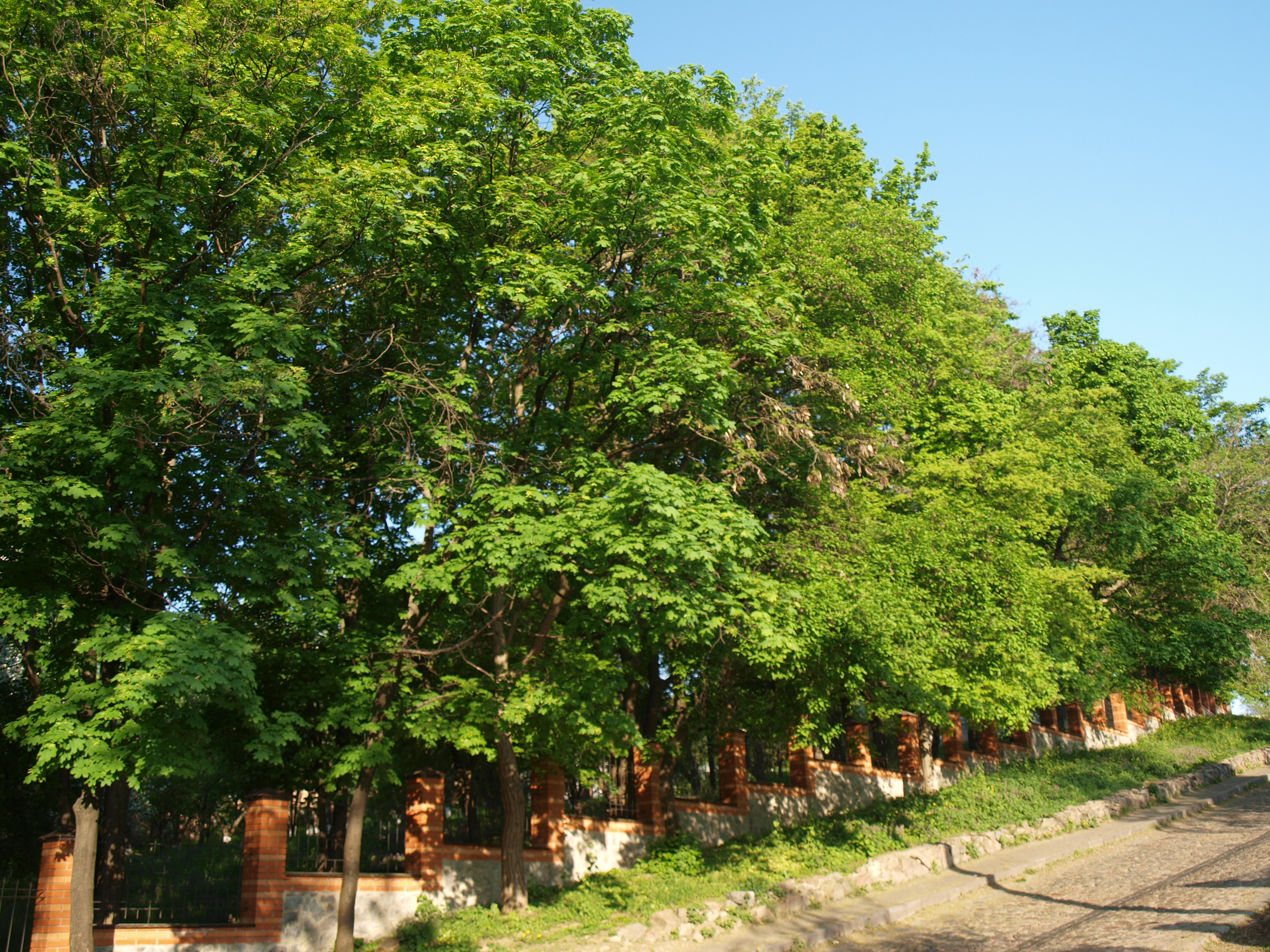
Вигляд парку з вулиці
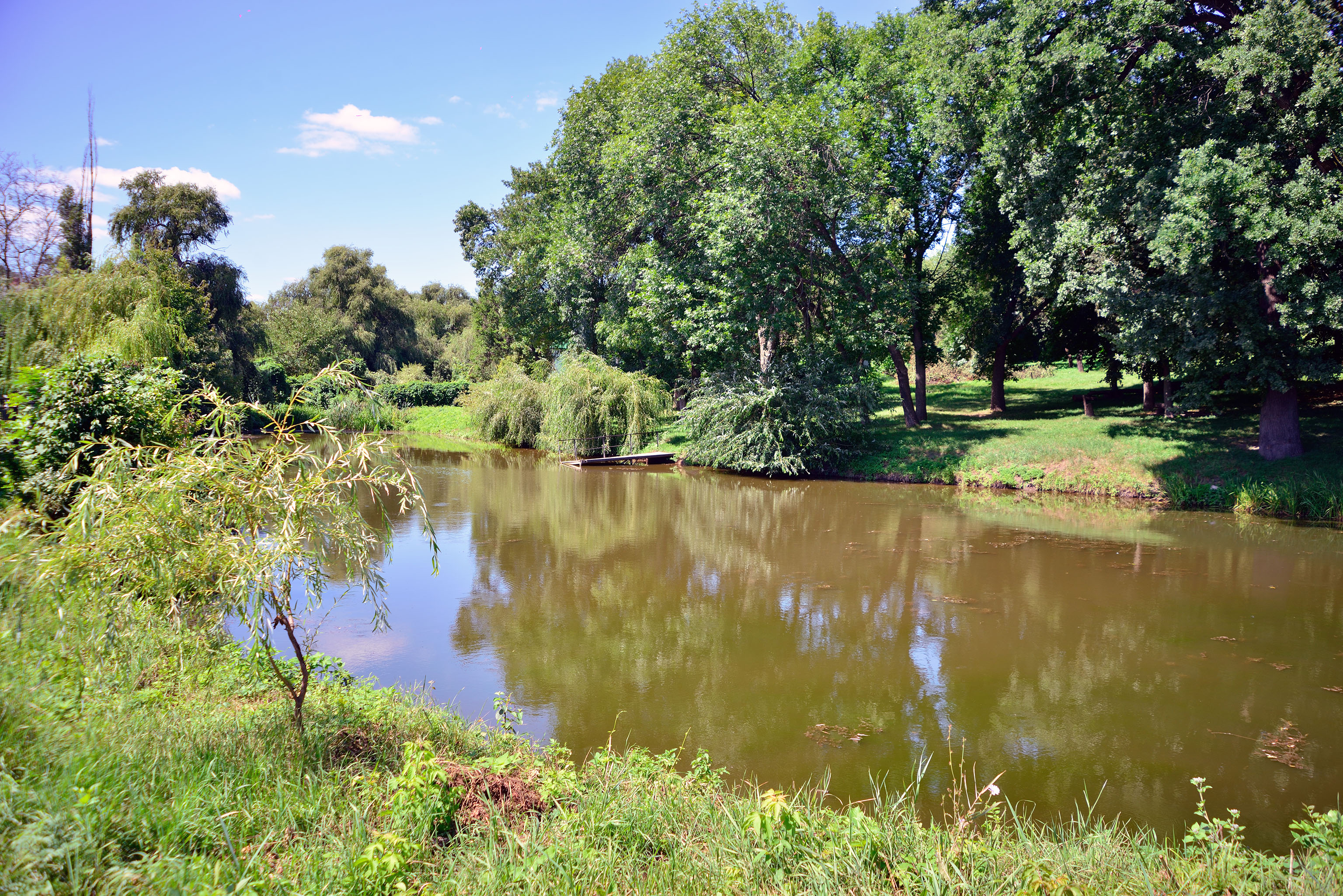
Ставок у долішній частині парку
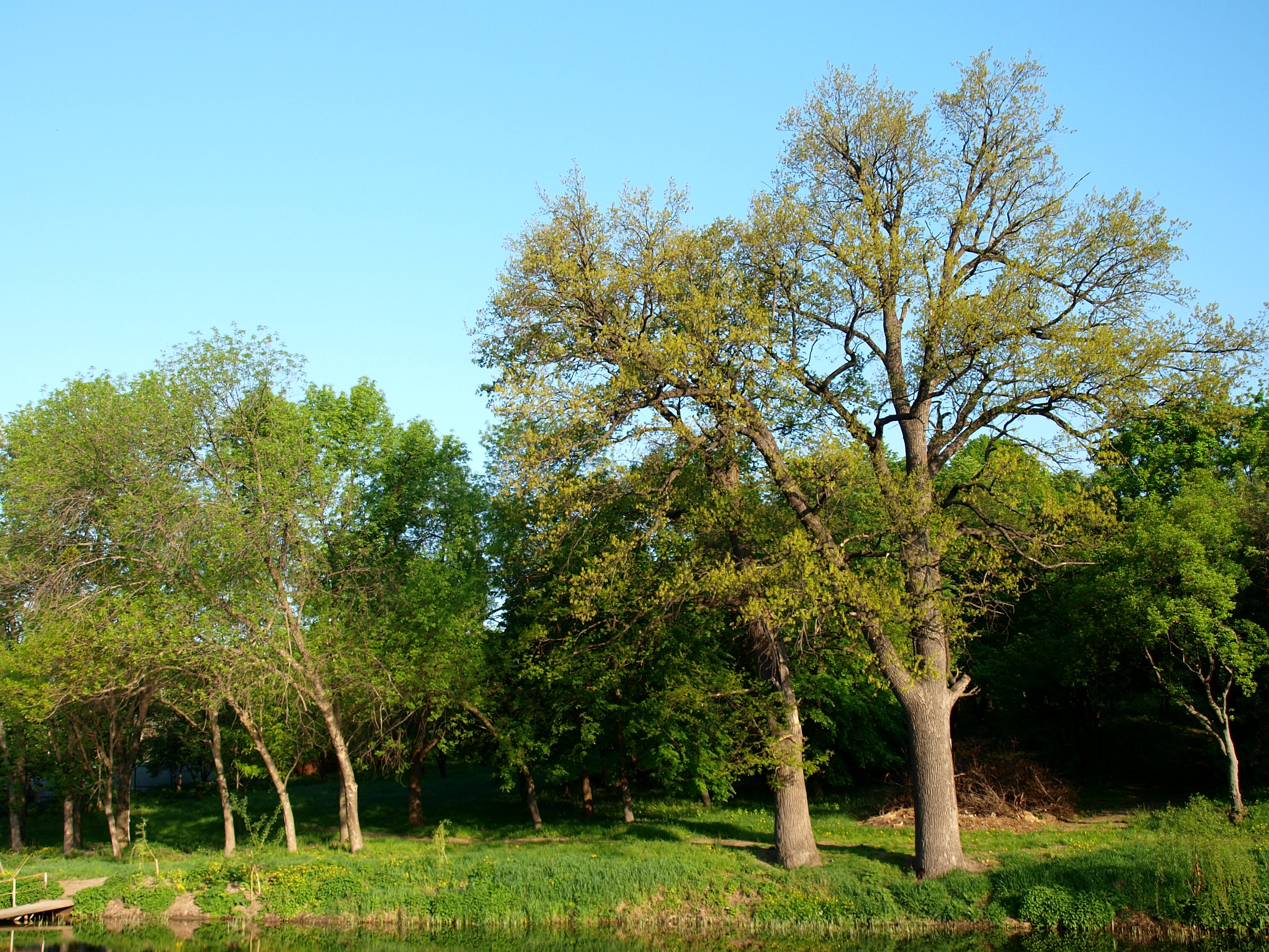
Дуби на березі ставка